# Den kongelige Livgardes 300 års jubilæum 1958
|  | Denne artikel er oprettet af botten Steenthbot ud fra en ekstern database. Den kan derfor have sproglige fejl eller mangler. Denne skabelon kan fjernes efter kontrol af indholdet. |

Den kongelige Livgardes 300 års jubilæum 1958 er en dansk dokumentarfilm fra 1958.

## Handling
INDHOLD:
00:02:00 Fortekster. "Den kongelige Livgardes 300 års dag. 1658-1958 den 30. juni". 00:02:35 Udstilling af gamle garderuniformer på Amalienborg. 00:03:45 Den kongelige Marine overtager vagter på Amalienborg således, at alle gardere kan deltage i den store fest. Vagtafløsningen. 00:05:07 Gardeforeningerne nedlægger krans ved kong Christian X rytterstatue på Sankt Annæ Plads i København. 00:05:38 Gamle gardere strømmer til eksercerpladsen foran Rosenborg Slot, hvor der skal afholdes parade. Repræsentanter for udenlandske garder ankommer. 00:07:12 Parade og uddeling af æresbevisninger og medaljer. 00:08:22 Statue af garder afsløres. 00:08:16 Kong Frederik IX og dronning Ingrid ankommer i bil til Rosenborg. Kongen skridter paraden af og lægger en krans ved statuen. Præst taler. 00:11:44 Skuespilleren og sangeren Lauritz Melchior, ses. 00:12:15 Kong Frederik taler til garderne og overrækker ny fane. Stor parade. 00:15:17 Kkongefamilien forlader Rosenborg. Garderne marcherer fra Rosenborg og gennem byen til Amalienborg. De gamle gardere følger efter. 00:17:34 Garden ankommer til Amalienborg slotsplads. Kongen, dronningen og prinsesserne modtager garden stående på podium. Parade på slotspladsen. 00:19:10 Gardere fra udlandet anføres af kongelig kammersanger Lauritz Melchior. 00:20:25 Kongen hilser på de udenlandske officerer. 00:21:00 Garderfamilierne spiser frokost på grøsplænen i Kongens Have. Kongen kommer på besøg. 00:21:48 Livgarden holder opvisning foran Rosenborg. Flere former for militærtræning vises. 00:24:20 Kongen forærer garderne cigaretter. Tattoo med garden i galla. Motorcykel-eksercits. 00:25:44 Stor middagsarrangement i Forum. Oberst Freisleben taler og Hans Hartvig Seedorf reciterer. 00:26:42 Festfyrværkeri. 00:27:17 Slut.